# آنیسا گوآخاردو
آنیسا گوآخاردو (انگلیسی: Anisa Guajardo؛ زادهٔ ۱۰ مارس ۱۹۹۱) بازیکن فوتبال اهل ایالات متحده آمریکا است.
از باشگاه‌هایی که در آن بازی کرده‌است می‌توان به بوستون بریکرز اشاره کرد.
وی همچنین در تیم‌های ملی فوتبال تیم ملی فوتبال زیر 20 سال زنان مکزیک و زنان مکزیک بازی کرده‌است.